# Chilei tinamu
A chilei tinamu (Nothoprocta perdicaria) a madarak osztályának tinamualakúak (Tinamiformes) rendjébe és a tinamufélék (Tinamidae) családjába tartozó faj.

## Rendszerezése
A fajt Heinrich von Kittlitz német ornitológus írta le 1830-ban, a Crypturus nembe Crypturus perdicarius néven.

## Alfajai
- Nothoprocta perdicaria perdicaria (Kittlitz, 1830)
- Nothoprocta perdicaria sanborni Conover, 1924[2]

## Előfordulása
Chile területén honos. Betelepítették a Húsvét-szigetre is. Természetes élőhelyei a szubtrópusi és trópusi magaslati füves puszták és cserjések, valamint szántóföldek. Állandó, nem vonuló faj.

## Megjelenése
Testhossza 32 centiméter.

## Szaporodása
|  |

## Természetvédelmi helyzete
Az elterjedési területe nagyon nagy, egyedszáma viszont csökken, még nem éri el a kritikus szintet. A Természetvédelmi Világszövetség Vörös listáján nem fenyegetett fajként szerepel.